# Matteo Gariglio
Matteo Gariglio (Pinerolo, 28 aprile 1988) è un arbitro di calcio italiano.

## Carriera
Ha iniziato ad arbitrare nel 2004, arrivando in Serie D nel 2013 e passando in Lega Pro nel 2016.
Nel 2020 viene promosso in C.A.N., esordendo in Serie B il 4 ottobre, nella partita Pisa-Cremonese, terminata 1-1. Il 24 aprile 2021 debutta in Serie A, in occasione dell'incontro Sassuolo-Sampdoria, vinto per 1-0 dalla squadra di casa.
Il 3 luglio 2023, per motivate valutazioni tecniche, viene dismesso dall' Associazione Italiana Arbitri. Il 24 luglio seguente entra a far parte dell'organico VMO.